# Mohammed Jamal Khalifa
Mohammed Jamal Khalifa, född 1 februari 1957 i Jeddah, död 31 januari 2007 i Madagaskar, var en saudisk affärsman och svåger till al-Qaida-ledaren Usama bin Ladin.
Det misstänks att Jamal Khalifa hjälpte al-Qaida att få pengar genom falska välgörenhetsorganisationer. [källa behövs].
Den 31 januari 2007 sköts han ihjäl av okända inkräktare i det hotell han vistades i under en affärsresa i Madagaskar.